# Trigodomeykita
La trigodomeykita és un mineral de la classe dels sulfurs.

## Característiques
La trigodomeykita és un sulfur de fórmula química Cu(3-x)As, que sembla una domeykita amb dèficit de coure amb unes poques línies de difracció de pols de més. Possiblement una nova fase juntament amb calcocita i covel·lita deficients en coure. És visualment indistingible de la domeykita. Va ser descoberta a la mina Harstigen, a Pajsberg (Värmland, Suècia), l'únic indret on se n'ha trobat. Fins l'ant 2022 es coneixia com a domeykita-β.
Segons la classificació de Nickel-Strunz la trigodomeykita pertany a «02.AA: Aliatges de metal·loides amb Cu, Ag, Au» juntament amb els següents minerals: algodonita, domeykita, koutekita, novakita, cuprostibita, kutinaïta, al·largent, discrasita, maldonita i stistaïta.